# Theaterkubus (Bern)
Der Theaterkubus in der Schweizer Bundeshauptstadt Bern war die temporäre Installation einer würfelartigen Bühne auf dem Waisenhausplatz mitten in der Altstadt. Das Konzert Theater Bern spielte in der Spielsaison März bis Oktober 2016 nicht auf der eigenen, sondern auf dieser temporären Bühne. Der von der Firma Nüssli errichtete temporäre Theaterkubus mit einem äusserlich historischen Erscheinungsbild besteht aus einem modernen modularen Bausystem.
Wegen der Sanierungsarbeiten am Stadttheater Bern 2016 musste ein Ausweichquartier gefunden werden. Die Idee zur Errichtung eines Theaterkubus fand grösseren Zuspruch als die der Nutzung eines anderweitig bestehenden Provisoriums. Der Theaterkubus wurde mit 480 Sitzplätzen, Gastronomie-, Backstage- und Technikbereich sowie Garderobe ausgestattet. Das modulare stützenfreie Bausystem ermöglichte eine kurzfristige Realisierung. Die Montagearbeiten des 1000 Quadratmeter großen Kubus dauerten einen Monat. Verantwortlicher Generalunternehmer war Appalooza Productions. Die Ausführenden bzw. Verantwortlichen wurden mit Preisen gewürdigt, wie den zweiten Preis des XAVER Award in der Kategorie Best Brandworlds & Temporary Exhibitions 2017.